# Zethus arabicus
Zethus arabicus är en stekelart som först beskrevs av Meade-waldo.  Zethus arabicus ingår i släktet Zethus och familjen Eumenidae. Inga underarter finns listade i Catalogue of Life.